# Саутерія альпійська
Саутерія альпійська (Sauteria alpina) — вид печіночників родини клевеєвих (Cleveaceae).

## Характеристики
Ніжні, світло- або білувато-зелені таломи мають ширину від 3 до 6 міліметрів і довжину від 1 до 2 сантиметрів, прості або роздвоєні. Краї часто безбарвні, ніколи не червонуваті. Дихальні отвори оточені одним або двома клітинними кільцями, клітинні стінки яких радіально не потовщені або ледь потовщені. Маленькі білі черевні лусочки лише злегка виступають на кінчиках молодих таломів. Рослини не мають запаху. Розподіл за статтю автодомний. Зрілі спори мають розмір від 60 до 70 мікрометрів і вкриті грубими напівсферичними сосочками.

## Поширення
Sauteria alpina широко розповсюджена, розкидана або рідкісна у вапнякових районах Альп на висотах від гірських до субснігових. Крім альпійських популяцій, вид росте в Карпатах, Скандинавії, частині Азії, Північної Америки та Арктики. Вид мешкає в гумусовому, дрібному ґрунті, тонких шарах ґрунту на вапні або вапняному сирому кам’янистому ґрунті з основним або слабокислим субстратом. Місця зростання зазвичай перебувають у захищених місцях, пустотах, ущелинах скель, смугах полів, снігових ґрунтах, гірських луках, зазвичай на півночі, від частково затінених до тінистих і від свіжих до вологих.